# Юзьвін (гміна Казімеж-Біскупі)
Юзьвін (пол. Jóźwin) — село в Польщі, у гміні Казімеж-Біскупи Конінського повіту Великопольського воєводства.
Населення — 177 осіб (2011).
У 1975-1998 роках село належало до Конінського воєводства.

## Демографія
Демографічна структура станом на 31 березня 2011 року:
|          | Загалом | Допрацездатний вік | Працездатний вік | Постпрацездатний вік |
| -------- | ------- | ------------------ | ---------------- | -------------------- |
| Чоловіки | 88      | 15                 | 69               | 4                    |
| Жінки    | 89      | 18                 | 53               | 18                   |
| Разом    | 177     | 33                 | 122              | 22                   |